# 보통강구역
보통강구역(普通江區域)은 평양직할시의 19개 구역 중 하나이다. 보통강구역에는 조선중앙통신사, 류경호텔, 조국해방전쟁승리기념관 등이 있다. 인구는 2008년 기준 105,180명이다. 보통강과 보통강운하에 둘러싸인 섬 모양의 지형에 위치하고 있으며, 섬으로 인정한다면 북에서 인구가 가장 많고 남측의 영도와 인구가 비슷하다. 
1988년에 제13차 세계청년학생축전을 대비하여 평양시도시개발사업소와 4. 25 돌격대가 서로 합작하여 만든 류경호텔이 105층 높이 솟아 있다.
또한 평양정보기술국은 보통강구역 경흥동에 있는데, 세계적으로 이름난 프로그램인 조선글편집프로그람 창덕, 조선글입력기 단군을 만든 회사로 잘 알려져 있다.
락원거리에 있는 평양수예연구소는 다양한 수예기법을 통해서 사실감이 있는 수예작품들을 만들었다. 이 곳에서는 조선중앙통신사의 지국이 있다. 이 곳은 조선의 외교적대변인역할을 하고 있으며, 이 곳에서 실린 글은 북조선의 신문과 방송을 통해서 보도되고 있다.
또한 보통강운하 주변은 보통강유원지로 잘 꾸며져있다.

## 행정 구역
15동으로 구성되어 있다.
- 경흥동(慶興洞)
- 대보동(大普洞)
- 락원동(樂園洞)
- 류경1동(柳京1洞)
- 류경2동(柳京2洞)
- 보통강1동(普通江1洞)
- 보통강2동(普通江2洞)
- 봉화동(烽火洞)
- 붉은거리1동
- 붉은거리2동
- 붉은거리3동
- 서장동(西將洞)
- 석암동(石岩洞)
- 세거리동
- 신원동(新原洞)